# Devoto (Córdoba)
Devoto é um município da província de Córdoba, na Argentina.